# Leichtathletik-Weltmeisterschaften 1987/400 m Hürden der Frauen

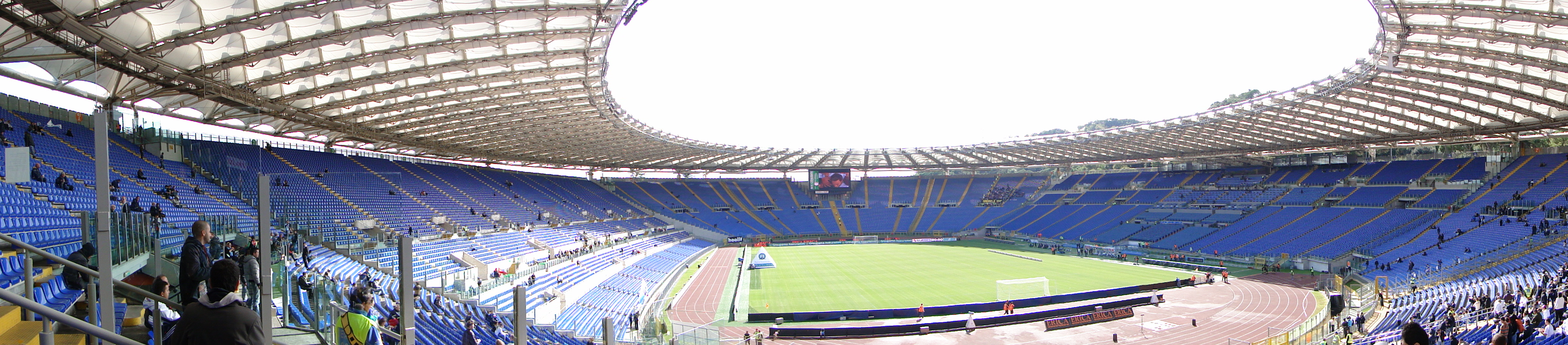
Das Olympiastadion in Rom im Jahr 2009

Der 400-Meter-Hürdenlauf der Frauen bei den Leichtathletik-Weltmeisterschaften 1987 wurde vom 31. August bis 3. September 1987 im Olympiastadion der italienischen Hauptstadt Rom ausgetragen.
Die Läuferinnen aus der DDR sicherten sich in diesem Wettbewerb mit Gold und Bronze zwei Medaillen. Weltmeisterin wurde die Vizeeuropameisterin von 1986 Sabine Busch, die mit der 4-mal-400-Meter-Staffel ihres Landes außerdem amtierende Weltmeisterin und zweifache Europameisterin (1982/1986) war und hier drei Tage später wiederum Weltmeisterin wurde. Den zweiten Platz belegte die Australierin Debbie Flintoff-King. Bronze ging an Cornelia Ullrich, frühere Cornelia Feuerbach.

## Rekorde

### Bestehende Rekorde
| Weltrekord               | 52,94 s | Marina Iwanowna Stepanowa      | Taschkent, Sowjetunion (heute Usbekistan) | 17. September 1986 |
| Weltmeisterschaftsrekord | 54,14 s | Jekaterina Alexejewna Fessenko | WM 1983 in Helsinki, Finnland             | 10. August 1983    |

### Rekordverbesserung
Weltmeisterin Sabine Busch aus der DDR verbesserte den WM-Rekord im Finale am 3. September um 52 Hundertstelsekunden auf 53,62 s.

## Vorrunde
31. August 1987
Die Vorrunde wurde in fünf Läufen durchgeführt. Die ersten beiden Athletinnen pro Lauf – hellblau unterlegt – sowie die darüber hinaus sechs zeitschnellsten Läuferinnen – hellgrün unterlegt – qualifizierten sich für das Halbfinale.

### Vorlauf 1

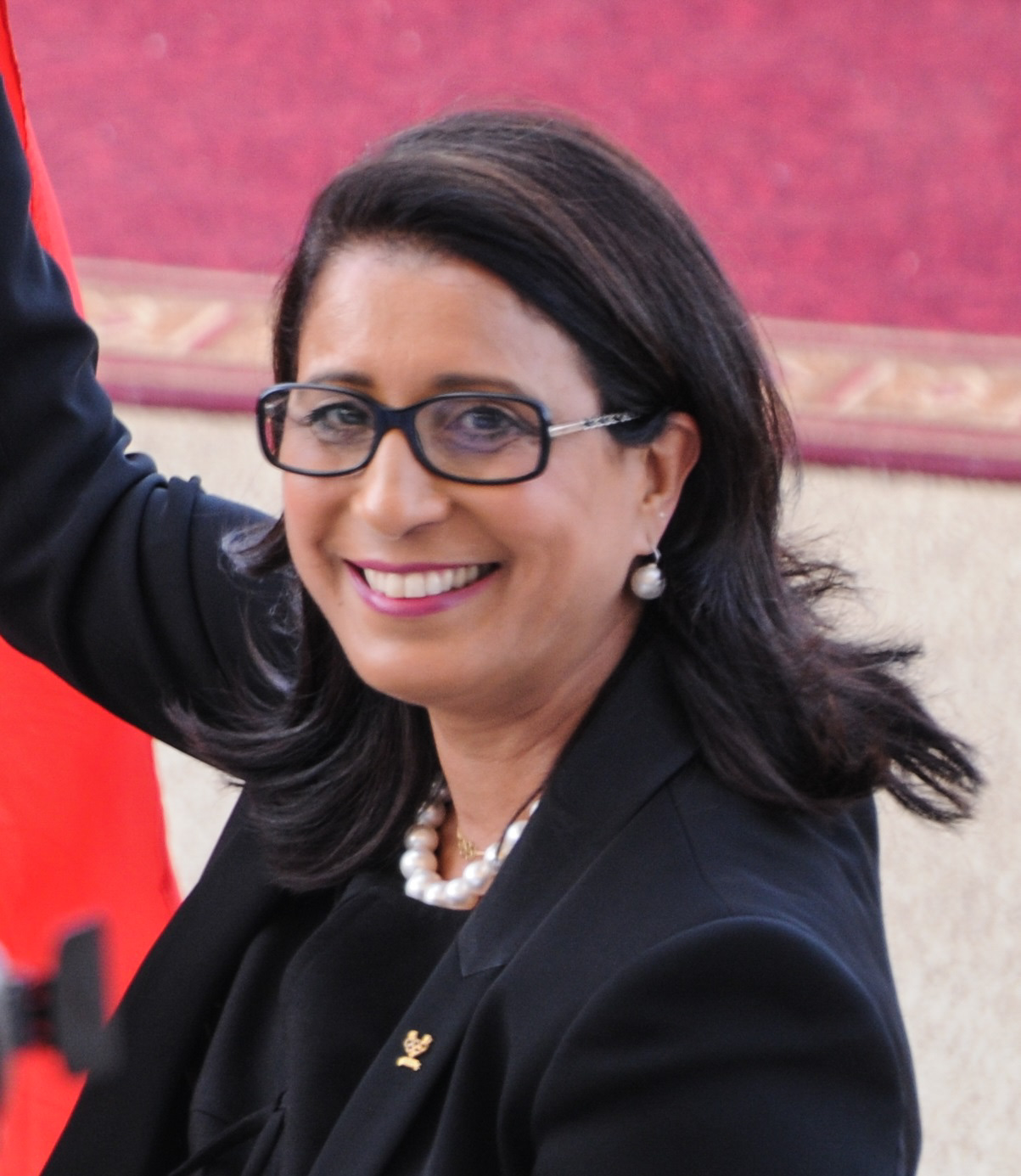
Nawal El Moutawakel (hier im Jahr 2015), 1984 Olympiasiegerin, verpasste das Halbfinale um einen Rang

| Platz | Name                | Nation      | Zeit        |
| ----- | ------------------- | ----------- | ----------- |
| 1     | Sabine Busch        | DDR         | 55,51 s     |
| 2     | Ana Ambrazienė      | Sowjetunion | 56,50 s     |
| 3     | Nawal El Moutawakel | Marokko     | 57,21 s     |
| 4     | Jenny Laurendet     | Australien  | 57,41 s     |
| 5     | Barbara Johnson     | Irland      | 58,72 s     |
| 6     | Tania Fernández     | Kuba        | 58,78 s     |
| 7     | Zewde Hailemariam   | Äthiopien   | 1:00,57 min |

### Vorlauf 2
| Platz | Name                 | Nation     | Zeit    |
| ----- | -------------------- | ---------- | ------- |
| 1     | LaTanya Sheffield    | USA        | 55,93 s |
| 2     | Debbie Flintoff-King | Australien | 56,31 s |
| 3     | Christina Wennberg   | Schweden   | 56,91 s |
| 4     | Irmgard Trojer       | Italien    | 57,09 s |
| 5     | Hélène Huart         | Frankreich | 57,13 s |
| 6     | Maria João Lopes     | Portugal   | 58,86 s |
| 7     | Semra Aksu           | Türkei     | 59,13 s |

### Vorlauf 3
| Platz | Name                               | Nation         | Zeit    |
| ----- | ---------------------------------- | -------------- | ------- |
| 1     | Judi Brown-King                    | USA            | 55,45 s |
| 2     | Tuija Helander-Kuusisto            | Finnland       | 55,42 s |
| 3     | Pilavullakandi Thekkeparambil Usha | Indien         | 55,73 s |
| 4     | Maria Usifo                        | Nigeria        | 56,13 s |
| 5     | Helga Halldorsdóttír               | Island         | 57,82 s |
| 6     | Marie Womplou                      | Elfenbeinküste | 58,46 s |
| 7     | Gerda Haas                         | Österreich     | 58,65 s |

### Vorlauf 4
| Platz | Name               | Nation         | Zeit    |
| ----- | ------------------ | -------------- | ------- |
| 1     | Margarita Kromowa  | Sowjetunion    | 55,21 s |
| 2     | Schowonda Williams | USA            | 55,53 s |
| 3     | Gudrun Abt         | BR Deutschland | 55,82 s |
| 4     | Liliana Chalá      | Ecuador        | 58,39 s |
| 5     | Gwen Wall          | Kanada         | 58,66 s |
| 6     | Maria Fialho       | Brasilien      | 58,93 s |
| DSQ   | Genowefa Błaszak   | Polen          |         |

### Vorlauf 5
| Platz | Name             | Nation       | Zeit    |
| ----- | ---------------- | ------------ | ------- |
| 1     | Cornelia Ullrich | DDR          | 56,75 s |
| 2     | Sandra Farmer    | Jamaika      | 56,76 s |
| 3     | Rose Tata-Muya   | Kenia        | 57,11 s |
| 4     | Cristina Pérez   | Spanien      | 57,23 s |
| 5     | Erika Szopori    | Ungarn       | 58,09 s |
| 6     | Sally Fleming    | Australien   | 58,87 s |
| DSQ   | Fatima Podie     | Burkina Faso |         |

## Halbfinale
1. September 1987
Aus den beiden Halbfinalläufen qualifizierten sich die jeweils ersten vier Athletinnen – hellblau unterlegt – für das Finale.

### Halbfinallauf 1

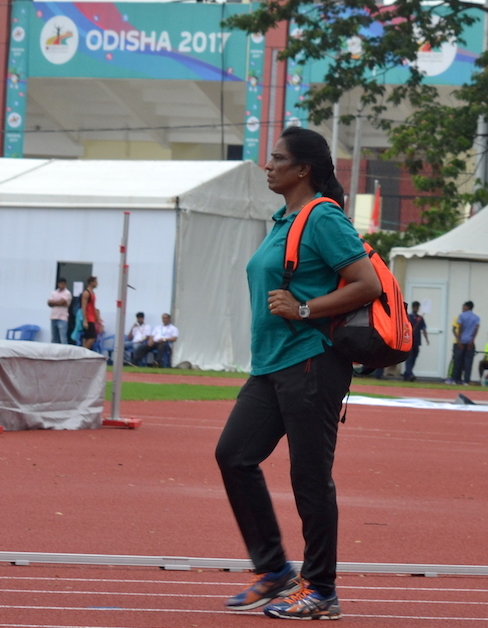
Pilavullakandi Thekkeparambil (PT) Usha schied mit ihrem sechsten Rang im zweiten Halbfinale aus

| Platz | Name                    | Nation      | Zeit (s) |
| ----- | ----------------------- | ----------- | -------- |
| 1     | Sabine Busch            | DDR         | 54,41    |
| 2     | Sandra Farmer           | Jamaika     | 54,68    |
| 3     | Tuija Helander-Kuusisto | Finnland    | 54,76    |
| 4     | Schowonda Williams      | USA         | 54,82    |
| 5     | Margarita Kromowa       | Sowjetunion | 54,86    |
| 6     | LaTanya Sheffield       | USA         | 56,65    |
| 7     | Rose Tata-Muya          | Kenia       | 57,65    |
| DNS   | Maria Usifo             | Nigeria     |          |

### Halbfinallauf 2
| Platz | Name                               | Nation         | Zeit (s) |
| ----- | ---------------------------------- | -------------- | -------- |
| 1     | Cornelia Ullrich                   | DDR            | 54,72    |
| 2     | Debbie Flintoff-King               | Australien     | 55,08    |
| 3     | Ana Ambrazienė                     | Sowjetunion    | 55,47    |
| 4     | Judi Brown-King                    | USA            | 55,55    |
| 5     | Gudrun Abt                         | BR Deutschland | 55,59    |
| 6     | Pilavullakandi Thekkeparambil Usha | Indien         | 55,89    |
| 7     | Christina Wennberg                 | Schweden       | 56,56    |
| 8     | Irmgard Trojer                     | Italien        | 57,86    |

## Finale
3. September 1987
| Platz | Name                    | Nation      | Zeit (s) |
| ----- | ----------------------- | ----------- | -------- |
| 1     | Sabine Busch            | DDR         | 53,62 CR |
| 2     | Debbie Flintoff-King    | Australien  | 54,19    |
| 3     | Cornelia Ullrich        | DDR         | 54,31    |
| 4     | Sandra Farmer           | Jamaika     | 54,38    |
| 5     | Tuija Helander-Kuusisto | Finnland    | 54,62    |
| 6     | Ana Ambrazienė          | Sowjetunion | 55,68    |
| 7     | Schowonda Williams      | USA         | 55,86    |
| 8     | Judi Brown-King         | USA         | 56,10    |

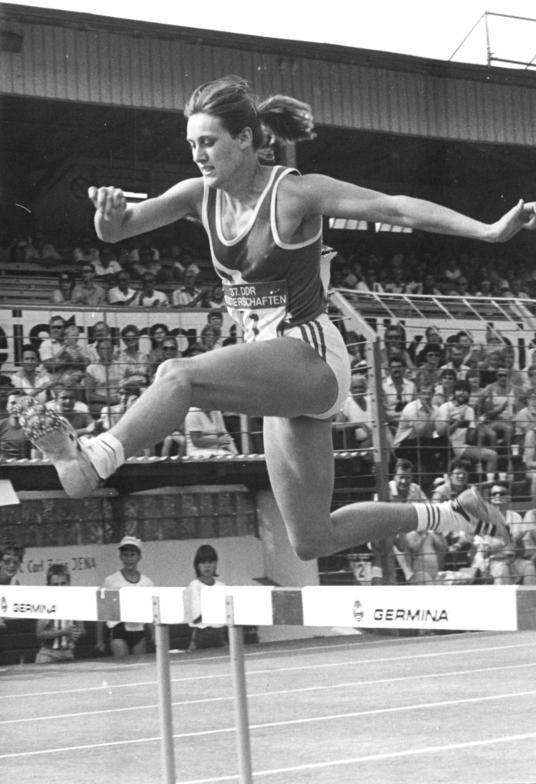
Weltmeisterin Sabine Busch, 1986 Vizeeuropameisterin, errang drei Tage später mit 4-mal-400-Meter-Staffel ihres Landes noch einmal Gold
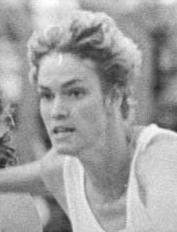
Cornelia Ullrich, frühere Cornelia Feuerbach, gewann die Bronzemedaille

## Video
- Video des Finales auf youtube.com, abgerufen am 4. April 2020
- Video des 1. Vorlaufes auf youtube.com, abgerufen am 4. April 2020